# Mauretanien
Mauretanien ([ma͜ureˈtaːni̯ən], amtlich arabisch الجمهورية الإسلامية الموريتانية al-Dschumhūriyya al-Islāmiyya al-Mūrītāniyya ‚Islamische Republik Mauretanien‘, französisch Mauritanie) ist ein Staat im nordwestlichen Afrika am Atlantik. Die Präsidialrepublik grenzt an die Staaten Algerien im Nordosten, Mali im Osten und Südosten, Senegal im Südwesten sowie im Norden und Nordwesten an den Landesstreifen der Westsahara, der nach dem Abzug der Kolonialmacht Spanien 1975 größtenteils von Marokko annektiert wurde. Mauretanien besteht größtenteils aus Wüste, ausgenommen eine Dornstrauchsavannenzone entlang der Südgrenze bis zur Hauptstadt Nouakchott. Nach einem Putsch am 8. August 2008 herrschte kurzzeitig eine Militärdiktatur; 2009 fanden wieder Präsidentschaftswahlen statt, ebenso 2014 und 2019.
Mauretanien gilt seit 2011 bis heute als relativ sicher, vor allem aufgrund der stabilen Sicherheitslage und der effektiven Maßnahmen gegen Terrorismus. In der Islamischen Republik gab es seitdem keinen einzigen Anschlag. Trotzdem gilt Mauretanien als ein Land mit erheblichen Herausforderungen in Bezug auf Armut, da etwa 40 % der Bevölkerung unter der Armutsgrenze leben. Die wirtschaftlichen Schwierigkeiten sind geprägt von einer hohen Arbeitslosigkeit, insbesondere unter Jugendlichen, und einer Abhängigkeit von Landwirtschaft und Fischerei, die durch klimatische Veränderungen bedroht sind.

## Geographie

### Natur
Die Oberflächengestalt Mauretaniens bietet ein recht gleichförmiges Bild. An den Küstenstreifen, im Süden zwischen Senegalmündung und Cap Timiris flache Ausgleichsküste, im Norden buchten- und inselreiche Steilküste, schließt sich landeinwärts ein ausgedehntes Tiefland an, das mit seinen Sanddünenfeldern die ausgedehnte Senke Sebkha de Ndrhamcha als den tiefsten Punkt Mauretaniens umrahmt und den westlichen Rand der Sahara bildet. Ein kurzer Steilanstieg leitet zu dem weithin ebenen Hochland (300–500 m ü. M.) im zentralen Landesteil über. Hier liegen die Sandsteinplateaus von Adrar, Tagant und Affollé sowie einzelne Inselberge, darunter der Kediet Ijill, mit 915 m die höchste Erhebung des Landes. Zentral in der Sahara, auf der Grenze zwischen den Verwaltungsregionen Tiris Zemmour und Adrar, ist das Naturwunder Guelb er Richat gelegen. Gegen Osten senken sich die überwiegend von Geröllfeldern bedeckten Hochflächen zu dem abflusslosen, sandgefüllten Becken El Djouf. Einziger ständig wasserführender Fluss Mauretaniens ist der Senegal, der die Staatsgrenze zum gleichnamigen Nachbarland im Süden bildet.

### Klima
Im Bereich des nördlichen Wendekreises gelegen hat Mauretanien größtenteils trockenheißes Wüstenklima. Abkühlung bringt nur der kalte Kanarenstrom vor der Küste, wodurch es im Küstengebiet häufig zu Nebelbildung kommt. In der Nordhälfte des Landes fallen die Niederschläge unter anderem im Winter, allerdings selten mehr als 100 mm pro Jahr, im äußersten Süden sind es 300–400 mm, hauptsächlich von Juli bis Oktober. Die durchschnittlichen Januartemperaturen liegen bei 20–24 °C, die Julitemperaturen bei 30–34 °C, wobei sommerliche Maximalwerte bis 50 °C erreicht werden.

### Flora und Fauna
Gras- und Buschflächen sowie Akazien markieren den Übergang von der Wüstensteppe zur Dornsavanne des Sahel. In den Oasen wachsen vor allem Dattelpalmen, in der Überschwemmungssavanne des Senegal auch Raphiapalmen, Affenbrotbäume und Bambus. Im Küstenland gibt es ausgedehnte Salzsümpfe.
Ursprünglich beherbergten die Savannen Großtiere, wie Antilopen, Elefanten, Löwen und Hyänen; die Wüstensteppe bot für Gazellen, Strauße, Warzenschweine, Geparden und Falbkatzen ausreichend Nahrung. Die meisten größeren Tierarten des Landes sind allerdings ausgestorben. In den Dünen finden sich verschiedene Skorpione und Schlangen.
Des Weiteren wurden in Mauretanien Nilkrokodile entdeckt, welche meist an Gueltas leben und die geringe Niederschlagsmenge so gut es geht nutzen, um sich in der Trockenperiode in kühle Felsspalten unter der Erde zurückzuziehen. Dabei fahren sie ihren Stoffwechsel auf ein Minimum herunter und verfallen in eine Starre, die es ihnen erlaubt, monatelang ohne Wasser und Nahrung zu überleben.
Zwischen 1990 und 2000 hat der Waldbestand um 2,7 Prozent abgenommen.

### Nationalparks
In Mauretanien gibt es zwei Nationalparks:
- Nationalpark Banc d’Arguin (1976 ausgewiesen)
- Nationalpark Diawling (1990 ausgewiesen)

## Bevölkerung

### Demografie

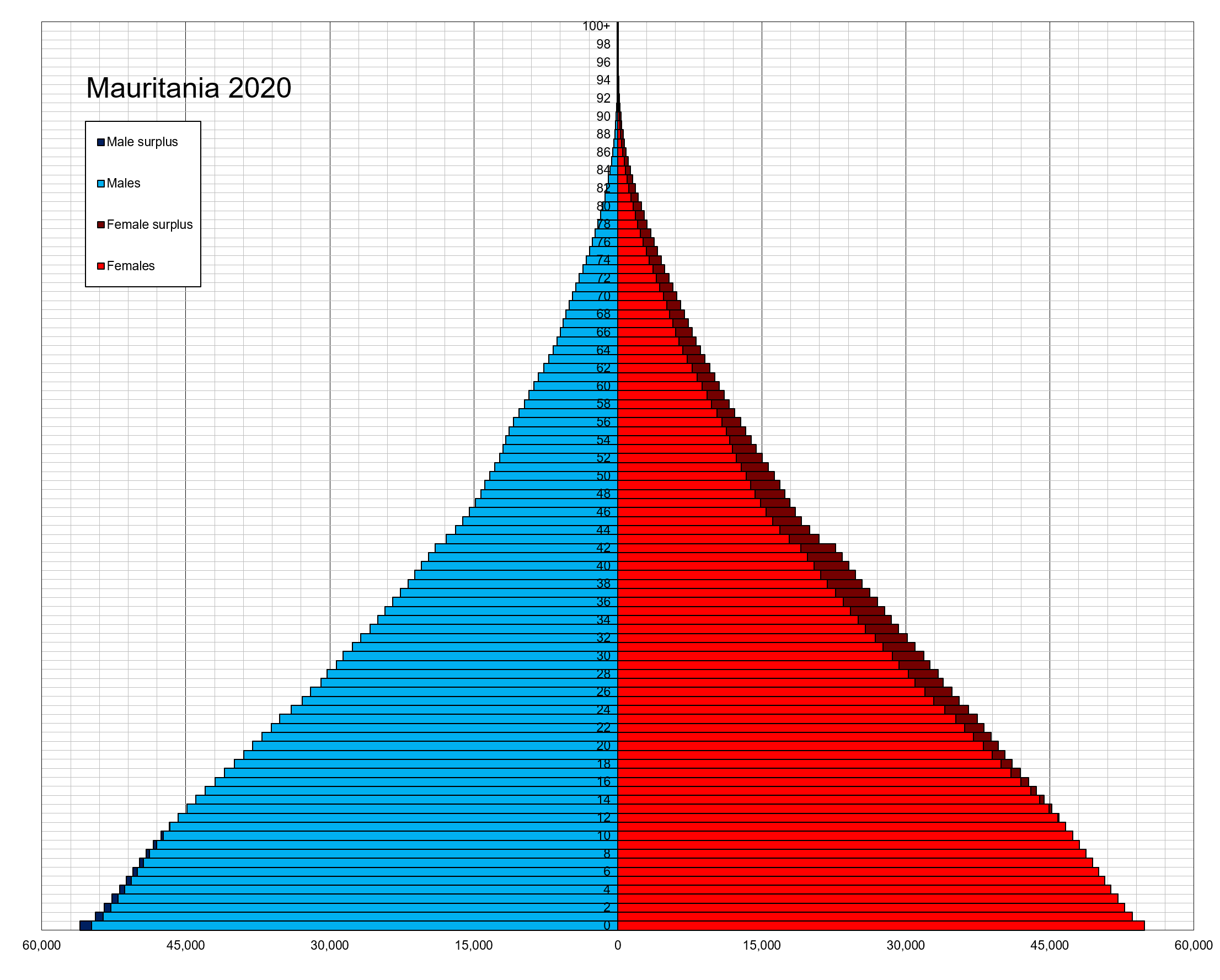
Bevölkerungspyramide Mauretanien 2020

Bevölkerungsentwicklung, Fertilitäts- und Nettoreproduktionsraten von 1950 bis 2021; Prognose der Bevölkerungsentwicklung bis 2032; Schätzung der Vereinten Nationen 2022
Blaue Kurve (linke Y-Achse): Gesamtbevölkerung jeweils zum 1. Juli in Tausend
Blaue gepunktete Kurve (linke y-Achse): Gesamtbevölkerung jeweils zum 1. Juli in Tausend, „Mittlere Prognose“ („Medium variant“)
Rote Kurve (rechte y-Achse): Gesamtfruchtbarkeitsrate (Lebendgeburten pro Frau)
Gelbe Kurve (rechte y-Achse): Nettoreproduktionsrate (überlebende Töchter pro Frau)

Mauretanien hatte 2023 4,9 Millionen Einwohner. Das jährliche Bevölkerungswachstum betrug + 2,6 %. Zum Bevölkerungswachstum trug ein Geburtenüberschuss (Geburtenziffer: 33,0 pro 1000 Einwohner vs. Sterbeziffer: 7,2 pro 1000 Einwohner) bei. Die Anzahl der Geburten pro Frau lag 2022 statistisch bei 4,3. Ausgehend von einem hohen Niveau von fast 7 Kindern pro Frau sinkt die Fertilitätsrate seit den 1960er Jahren kontinuierlich. Die Lebenserwartung der Einwohner Mauretaniens ab der Geburt lag 2022 bei 64,7 Jahren. Der Median des Alters der Bevölkerung lag im Jahr 2021 bei 17,6 Jahren. Im Jahr 2023 waren 41,2 Prozent der Bevölkerung unter 15 Jahre, während der Anteil der über 64-Jährigen 3,2 Prozent der Bevölkerung betrug.
| Jahr | Einwohnerzahl | Jahr | Einwohnerzahl |
| ---- | ------------- | ---- | ------------- |
| 1950 | 0.660.000     | 1990 | 2.030.000     |
| 1960 | 0.858.000     | 2000 | 2.709.000     |
| 1970 | 1.149.000     | 2010 | 3.610.000     |
| 1980 | 1.534.000     | 2020 | 4.650.000     |

### Bevölkerungsstruktur
Der früher hohe Anteil an Nomaden ist stark zurückgegangen. 1957 lebten noch 90 % der Bevölkerung als Nomaden in Zelten, größere Städte gab es nicht. Dagegen wohnten 2020 bereits 55 % der Bevölkerung in den Städten. Vier Fünftel der Einwohner leben auf 15 % der Landesfläche, vorwiegend im Süden.
Mehr als andere Städte reflektiert Nouakchott die durch schnelle und nicht kontrollierte Urbanisierung verursachten Probleme. Anfangs als kleine zentrale Verwaltungsstelle mit etwa 30.000 Einwohnern im Jahre 1959 errichtet, erreichte sie schon im Jahre 1970 mehr als 40.000 Einwohner und wuchs in den 1970er Jahren um 15 bis 20 % pro Jahr. Dieses schnelle Wachstum hält auch am Anfang des 21. Jahrhunderts an: 2013 hatte die Stadt knapp eine Million Einwohner. Der daraus resultierende Mangel an Wasser und an Wohnraum ist ein großes Problem. Die meisten der Neuankömmlinge landen in sogenannten Kebbas (Vorstadtvierteln), die im näheren Umfeld der Hauptstadt entstanden sind. Im Jahre 1983 schätzte ein französischer Forscher, dass mehr als 40 % der Bevölkerung von Nouakchott in den Kebbas lebte und der Anteil noch weiter steigen werde. Die Regierung Mauretaniens versuchte, dieses Problem zu lösen, indem sie all denen Boden und Saatgut sowie Transportmöglichkeiten anbot, die zur Rückkehr in die ländlichen Regionen bereit wären. Die Realisierung des ambitionierten Programmes erwies sich aber in Anbetracht dauerhafter Dürre als schwierig.
Es ist eine wesentliche Anzahl an Ausländern – mehr als 15 % der Arbeitskräfte in den modernen Wirtschaftsbereichen – notwendig, um die Nachfrage an qualifizierten Arbeitskräften zu decken. Gleichzeitig verließen mehr als 600.000 Mauretanier ihr Land auf der Suche nach Beschäftigung in Westafrika, im Mittleren Osten und in Westeuropa.

### Volksgruppen

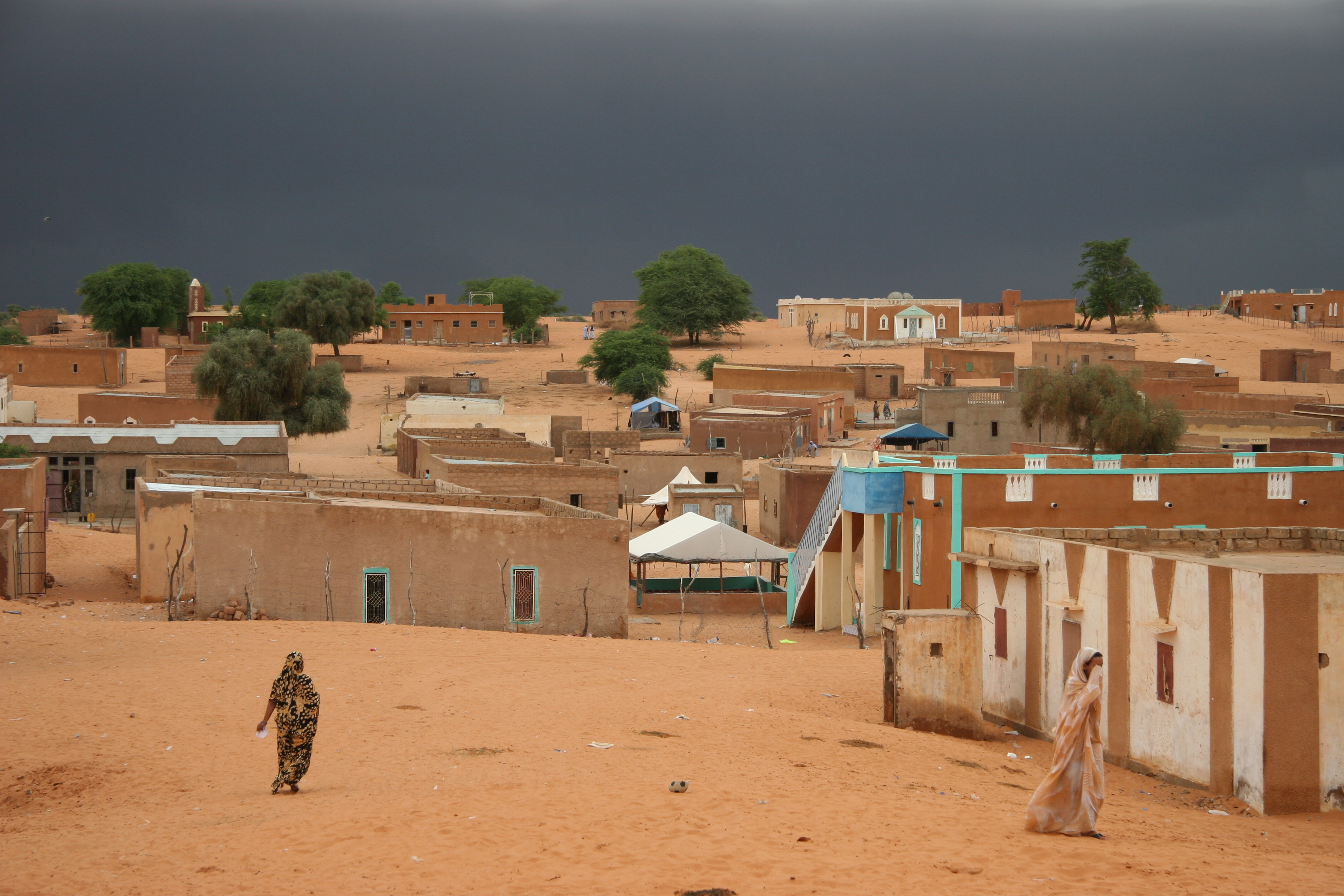
Die Stadt Bareina in der Sahara im Süden Mauretaniens.

In Mauretanien treffen arabische, berberische und schwarzafrikanische Völkergruppen zusammen, die sich stark miteinander vermischt haben, so dass Prozentangaben zu einzelnen Ethnien kaum möglich sind. Etwa 70 % der Bevölkerung sprechen Hassania. Sie gehören zu den arabisch-berberischen Mauren. Etwa die Hälfte dieser Hassania-Sprecher wird als Bidhan oder Weiße Mauren bezeichnet und gehört zu den beiden oberen Schichten der traditionell stark hierarchisch gegliederten mauretanischen Gesellschaft, den Hassani (Kriegern) und Marabout (Islamgelehrten). Die andere Hälfte heißt Haratin. Diese durchschnittlich etwas dunkelhäutigeren Menschen haben Vorfahren, die ehemals Sklaven waren. Die übrigen 30 % der Gesamtbevölkerung teilen sich mehrere schwarzafrikanische Völker (zusammen Soudans), die überwiegend entlang des Senegalflusses im Süden leben. Eine ähnliche Einteilung schätzt grob 30 % Bidhan (weiße Mauren), 40 % Haratin (dunkelhäutige Mauren) und 30 % Schwarze. Zu den schwarzafrikanischen Völkern gehören die überwiegend Ackerbau treibenden Tukulor und die Fulbe, traditionell Rinderhirten. Beide werden wegen ihrer gemeinsamen Sprache Pulaar als Halpulaaren zusammengefasst. Kleinere Volksgruppen sind die Sarakolé, Wolof und Bambara. Etwa 5000 Europäer (meist Franzosen) leben im Land.
Der Kompromiss zwischen den verschiedenen Kulturen Mauretaniens ist wichtig für den Zusammenhalt der Nation. Traditionell wird das Land – auch geographisch – gemäß diesen Volksgruppen in das sogenannte Ard al-Bīdān, was „Land der Weißen“ bedeutet, und Ard as-Sūdān, „Land der Schwarzen“, unterteilt. Diese oft benutzten Begriffe werden jedoch nicht pejorativ gedacht. Die Einteilung ist mehr wirtschaftlich-traditionellen als ethnischen Ursprungs. In der Tat gehören viele Schwarzafrikaner der nomadischen Welt an, die Benennung „Mauren“ beziehungsweise „Bīdān“ gilt all jenen nomadischen Gruppen, die kulturell arabisiert wurden – ungeachtet ihres ethnischen Ursprungs, also inklusive der „Mauren“ mit schwarzafrikanischem Hintergrund. Die Kategorie „Schwarzafrikaner“ (négro africains) fasst sämtliche nicht-arabischsprachigen Mauretanier zusammen. Eine von schwarzen Nationalisten propagierte, noch weiter ausgedehnte Zuordnung schließt als „Schwarzmauretanier“ (négro-mauritaniens) auch die Arabisch sprechenden Haratins mit ein, mit der Absicht, eine größere Front gegen die „weißen“ Mauretanier bilden zu können. Heute gilt der Islam als Bindung zwischen den verschiedenen Ethnien und ist die einzige vom Volk anerkannte Legitimierung eines jeden Gesetzes.
Im Jahre 2017 waren 3,8 % der Bevölkerung im Ausland geboren. Die meisten Ausländer kommen aus Mali, dem Senegal und Frankreich.

### Sprachen
Alleinige Amtssprache ist heute das Arabische; das während der Kolonialzeit offiziell gesprochene Französisch hat sich als Arbeits-, Handels- und Bildungssprache erhalten. Französisch ist neben Arabisch Unterrichtssprache.
Gesprochen wird überwiegend Hassania, die maurische Varietät des Arabischen. Die westatlantischen Sprachen Pulaar und Wolof sowie die Mande-Sprache Soninke sind ebenfalls anerkannte Nationalsprachen. Außerdem werden noch die Berbersprachen Imeraguen und Zenaga gesprochen, die aber fast ausgestorben sind.

### Religion
Inzwischen sind annähernd 100 % der Bevölkerung sunnitische Muslime, die der malikitischen Rechtsschule angehören. Die winzige Minderheit der mauretanischen Christen, vorwiegend Katholiken, spielt im öffentlichen Leben keine Rolle. Anhänger der jüdischen Religion existieren kaum.

### Bildung
Obgleich allgemeine Schulpflicht für 6- bis 11-Jährige besteht, werden nur rund 75 % der Kinder eingeschult. Etwa 46,5 % der Bevölkerung sind trotz steigenden Grundschulbesuchs Analphabeten (2017). Die durchschnittliche Schulbesuchsdauer der über 25-Jährigen betrug 2020 nur 4,7 Jahre, die erwartete Schulbesuchsdauer der nachwachsenden Generation liegt bei 8,6 Jahren. Das Land gab 2016 nur 2,6 % der ohnehin kleinen Wirtschaftsleistung für Bildung aus. Früher war das Schulsystem in einen (dominierenden) arabischsprachigen und einen (kleineren) französischsprachigen Zweig aufgeteilt. Seit 1999 findet der gesamte Unterricht im ersten Grundschuljahr auf Arabisch statt, aber Französischunterricht wurde für alle Schüler und Studenten verbindlich. Naturwissenschaftliche Fächer werden an den Universitäten grundsätzlich auf Französisch unterrichtet.
Das Land besitzt seit 1983 die Universität Nouakchott, die École Normale Superieure de Nouakchott und die Chinguetti Modern University.

### Gesundheit
Die Gesundheitsausgaben des Landes betrugen im Jahr 2021 4,1 % des Bruttoinlandsprodukts. Im Jahr 2020 praktizierten in Mauretanien 2,1 Ärztinnen und Ärzte je 10.000 Einwohner. Die Sterblichkeit bei unter 5-jährigen betrug 2022 39,2 pro 1000 Lebendgeburten. Die Lebenserwartung der Einwohner Mauretaniens ab der Geburt lag 2022 bei 64,7 Jahren (Frauen: 66,4, Männer: 63). Die Lebenserwartung stieg von 61 Jahren im Jahr 2000 bis 2022 um 6 %.
Das größte und modernste Krankenhaus ist das 2001 fertiggestellte Centre Hospitalier National de Nouakchott (Nationalkrankenhaus) in der Landeshauptstadt. Wegen seiner ökologisch angepassten Bauweise erhielt 1995 das Regionalkrankenhaus in Kaédi (Hôpital de Kaédi) einen Architekturpreis.
Verschiedene ethnische Gruppen Mauretaniens praktizieren in unterschiedlichem Ausmaß die weibliche Genitalverstümmelung. Aus den Ergebnissen der mauretanischen Bevölkerungs- und Gesundheitsstudie (EDSM – Enquête Démographique et de la Santé) von 2000/01 schließt die GTZ, dass 71 % der Frauen und Mädchen davon betroffen sind. Ein Gesetz von Dezember 2005 stellt nunmehr „einen Eingriff an den Geschlechtsorganen eines Kindes weiblichen Geschlechts“ unter Strafe, „wenn diesem daraus ein Schaden entstanden ist“. Die Association des Imams et des Oulémas verhängte 2006 eine Fatwa gegen weibliche Genitalverstümmelung. AIDS ist in Mauretanien im Gegensatz zu den meisten anderen Ländern Afrikas kein großes Problem. Die Zahl der Infizierten wurde 2017 auf 9000 geschätzt. 2021 waren weniger als 0,1 % der männlichen und auch der weiblichen Jugendlichen (15–24 Jahre) von HIV betroffen (Westafrika: 0,3 % und 0,6 %, Afrika: 0,7 % und 1,5 %).

## Geschichte
Früheste Nachweise einer Besiedlung durch nomadische Berber und schwarzafrikanische Völker finden sich schon um 10.000 v. Chr. Der Landesname ist vom saharischen Stamm der Mauren abgeleitet. Daher rühren auch die Namen der Römischen Provinzen an der afrikanischen Mittelmeerküste, Mauretania Tingitana und Mauretania Caesariensis, die mit dem heutigen Land Mauretanien geografisch nichts zu tun haben.
Als im 7. Jahrhundert arabische Krieger den Islam in den Maghreb trugen, änderte sich am Leben der Völkergemeinschaft südlich der Sahara noch nichts. Der Islam verbreitete sich entlang der Handels- und Karawanenrouten durch die Sahara, blieb aber über Jahrhunderte hin eine Religion der „fremden Händler“, bis sich auch die Oberschicht in den afrikanischen Stadtgemeinschaften für diese Religion interessierte und sich zum Islam bekehrte. Auch als die großen Reiche Westafrikas im 11. Jahrhundert zum Islam konvertierten und vom Tschadsee (Kanem-Bornu) und dem Niger (Gana, Songhai, Mali) aus der Islam weiter in das Gebiet eindrang, blieb das von den traditionellen Religionen animistisch geprägte Leben der Landbevölkerung erhalten. Muslime hatten – wie etwa aus dem Niger-Bogen berichtet wird – ihre eigene Stadt abseits der Königsstadt, sie führten ein eigenständiges Leben innerhalb der Königreiche, und wenn sich der Herrscher mit seiner Familie zum Islam bekehrte, dann war damit nicht auch gleichzeitig die Islamisierung des gesamten Staates verbunden. Chinguetti galt als siebtheiligste Stätte des Islams und war lange Zeit das religiöse Zentrum eines großen Gebietes und ein Treffpunkt der Pilger auf ihrem Weg nach Mekka.
Zu Beginn des 11. Jahrhunderts gründeten islamisierte Mauren das Almoraviden-Reich, das sich in seiner Glanzzeit im 11. und 12. Jahrhundert auch das Reich von Gana einverleibte und bis zum Ebro in Spanien reichte. Dieses Reich brach 1147 zusammen; der Norden Mauretaniens blieb lose mit Marokko verbunden, der Süden mit Mali. Gegen Ende des 15. Jahrhunderts begannen dann die nomadischen Kunta-Araber, erneut die Lehre des Islam zu predigen. Um die Mitte des 16. Jahrhunderts begann die Qadiriyya-Bruderschaft, zu der auch die Kunta-Araber gehörten, den Islam im gesamten westlichen Sudan weiter zu verbreiten. Erst in dieser Zeit wandelte sich der Islam von der bloßen „Herrschaftsreligion“ zur Religion des Einzelnen, aber nichtislamische Herrscherhäuser regierten in alten Moslemhochburgen bis ins 18. Jahrhundert hinein. Dann begann eine Reform des Islam bei den Fulbe und anderen Stämmen, die zugleich mit einer Ideologisierung und Radikalisierung einherging.

### Kolonialzeit
Da die Küste des Landes schlecht zugänglich war und die Kolonialmächte über Jahrhunderte keine Kunde von den vorhandenen Bodenschätzen hatten, zeigten sie bis Ende des 19. Jahrhunderts kaum Interesse an Mauretanien (vgl. Arguin). An der Wende zum 20. Jahrhundert begannen die Franzosen von Süden her mit der Unterwerfung des Landes, das für sie vor allem strategische Bedeutung als Bindeglied zwischen west- und nordafrikanischen Besitzungen hatte. 1904 wurde das Gebiet französisches Territorium im Rahmen Französisch-Westafrikas (AOF), 1920 französische Kolonie, doch gelang es den Franzosen erst 1934, letzte Aufstände im Norden zu unterdrücken. Nach dem Zweiten Weltkrieg wurde Mauretanien im Rahmen der französischen Entkolonialisierungspolitik Überseeprovinz und damit Mitglied der Union française.
Entsprechend der Loi Lamine Guèye von 1946 hatten alle Bürger bei Wahlen zum französischen Parlament und auch bei lokalen Wahlen ein Wahlrecht. Das passive Wahlrecht wurde in dem Gesetz nicht ausdrücklich erwähnt, war aber auch nicht ausgeschlossen. Bei den Wahlen zum Pariser Parlament gab es in Französisch-Westafrika, wozu Mauretanien gehörte, kein Zweiklassenwahlrecht wie in anderen französischen Kolonien, für alle örtlichen Wahlen jedoch schon.
Bis 1955 gab es im Osten des Landes noch Gebiete, die den Europäern unbekannt waren: In diesem Jahr durchquerte der Franzose Théodore Monod als erster Europäer die Landschaft El Djouf. Am 23. Juni 1956, noch unter französischer Verwaltung, wurde die loi-cadre Defferre eingeführt, die das allgemeine Wahlrecht bestätigte. Die ersten Wahlen fanden 1957 statt. 1959 wurde Mokhtar Ould Daddah Regierungschef.

### Unabhängigkeit
Trotz marokkanischer Ansprüche auf Mauretanien erhielt das Land am 28. November (Nationalfeiertag) 1960 seine Unabhängigkeit. Am 20. Mai 1961 wurden das aktive und das passive Frauenwahlrecht gesetzlich verankert.  Ab 1961 war Ould Daddah, der sich auch „Vater des Vaterlandes“ nennen ließ, Staatspräsident sowie ab 1964 Generalsekretär der aus mehreren Parteien gebildeten Einheitspartei Parti du Peuple Mauretanien (PPM). Die seit etwa 1970 bestehenden Streitigkeiten mit den angrenzenden Ländern um den Besitz der einstigen spanischen Überseeprovinz Spanisch-Sahara (Westsahara) endeten im Jahre 1976 nach dem Rückzug Spaniens aus dem Territorium mit der Annexion durch Marokko und Mauretanien. Die saharanische Guerillabewegung Polisario führt seither einen Kampf um einen eigenen Staat. Für Mauretanien hatte dieser Konflikt katastrophale wirtschaftliche Folgen, die schließlich 1978 zum Sturz Ould Daddahs und zum Verbot der PPM führten. Im August 1979 gab Mauretanien alle Ansprüche auf das Westsahara-Territorium auf. In den darauffolgenden Jahren erlebte Mauretanien mehrere Umstürze und Regierungsumbildungen. Es regierten nacheinander die Obristen Mustafa Ould Salek (1978–1979), Mohamed Mahmoud Ould Louly (1979–1980) und Mohamed Khouna Ould Haidalla (1980–1984). Am 12. Dezember 1984 gelangte Oberst Maaouya Ould Sid’Ahmed Taya an die Macht. Anfang 1991 kündigte er eine demokratische Umgestaltung des Landes an. Gemäß einer im Juli 1991 verabschiedeten Verfassung fanden 1992 freie Parlaments- und Präsidentschaftswahlen statt, die allerdings von der Opposition angefochten wurden.

#### Militärputsch 2005
Aufgrund der dauerhaften Stagnation und der unterbliebenen Reformen kam es immer wieder zu Putschversuchen gegen Taya, die schließlich am 3. August 2005 Erfolg hatten. An diesem Tag besetzte eine Gruppe von Offizieren, die sich Militärrat für Gerechtigkeit und Demokratie (Conseil Militaire pour la Justice et la Démocratie CMJD) nennt, das Armee-Hauptquartier, den Sitz des staatlichen Hörfunks und des Fernsehens sowie die Ministerien und den Präsidentenpalast in Nouakchott und erklärte Präsident Taya für abgesetzt. Die Putschisten hatten einen Auslandsaufenthalt Tayas anlässlich des Begräbnisses von König Fahd in Saudi-Arabien genutzt und die Verfassung außer Kraft gesetzt. Taya kehrte nicht nach Mauretanien zurück, sondern fand nach Zwischenaufenthalten in Niger und Gambia Aufnahme in Katar. Die Putschisten bestimmten den langjährigen bisherigen Polizei- und Geheimdienstchef, Oberst Ely Ould Mohammed Vall, zum neuen Führer des Landes. Die neue Militärregierung kündigte an, innerhalb von zwei Jahren demokratische Verhältnisse in Mauretanien einzuführen. Oberst Vall wurde zum Vorsitzenden des 17-köpfigen Militärrates und damit zum Staats- und Regierungschef ernannt. Am 5. August wurde Mauretanien „bis zur Wiederherstellung der verfassungsmäßigen Ordnung“ vorübergehend aus der Afrikanischen Union (AU) ausgeschlossen.
Bei einem Verfassungsreferendum im Juni 2006 war von der Bevölkerung eine neue demokratischere Verfassung gebilligt worden. Die erste Runde der Parlamentswahlen fand am 19. November bei einer Wahlbeteiligung von 69,5 %, die zweite Runde am 3. Dezember 2006 statt. Die Mitglieder der Militärregierung hatten im Vorfeld der Wahlen versprochen, selbst nicht für öffentliche Ämter zu kandidieren. Fast die Hälfte der Sitze wurde von unabhängigen Kandidaten gewonnen, darunter viele Mitglieder der früheren Regierungspartei, die nicht mit dem gestürzten Regime in Verbindung gebracht werden wollten, sowie Islamisten, deren Parteien verboten worden waren. Wahlbeobachter bezeichneten die Wahlen als frei und fair. Am 21. Januar und am 4. Februar 2007 wurde der Senat in indirekten Wahlen durch 3688 Lokalräte bestimmt.
Bei den Präsidentschaftswahlen am 11. März konnte keiner der 20 Kandidaten die notwendige absolute Mehrheit erreichen. Der als Kandidat der Militärregierung geltende frühere Finanzminister Sidi Mohamed Ould Cheikh Abdallahi, der 15 Jahre im Ausland gelebt hatte, erreichte bei einer Wahlbeteiligung von 70,2 % mit 24,8 % der Stimmen das beste Ergebnis, knapp vor dem Kandidaten der oppositionellen CFCD, Ahmed Ould Daddah, mit 20,7 %. Daddah ist ein Halbbruder des ersten Präsidenten Mauretaniens nach der Unabhängigkeit, Mokhtar Ould Daddah. Seit 2000 hatte sich Daddah zum wichtigsten Gegner des gestürzten Präsidenten Taya entwickelt und war mehrfach inhaftiert worden. Drittstärkster Kandidat wurde der frühere Zentralbankchef Zeine Ould Zeidane. Während die beiden Kandidaten der schwarzafrikanischen Minderheit mit acht bis knapp zehn Prozent erstaunlich gut abschnitten, blieben die beiden Kandidaten des islamistischen Lagers mit knapp zwei bis knapp acht Prozent deutlich hinter den Erwartungen zurück. Die Stichwahl am 25. März endete bei einer Wahlbeteiligung von 67,4 % mit dem Sieg Abdallahis, der auf 52,9 % der Stimmen kam, nachdem Zeidane und weitere Kandidaten ihren Anhängern seine Wahl empfohlen hatten. Daddah erkannte seine Niederlage an. Am 19. April berief Abdallahi Zeidane zum neuen Ministerpräsidenten.

#### Wahlen 2006
Nach den Parlamentswahlen 2006 errang die Coalition des Forces du Changement Démocratique (CFCD) insgesamt 41 Sitze, die frühere Regierungspartei Parti Républicain, Démocrate et Social (PRDS) nur sieben und sonstige Parteien sowie unabhängige Kandidaten insgesamt 47 Sitze. Im Senat stellen die Unabhängigen 38 und die CFCD 15 Sitze.

#### Nach dem Militärputsch 2008
Am 6. August 2008 kam es erneut zu einem Militärputsch gegen den Präsidenten und den Regierungschef des Landes. Militärs hatten beide Politiker in der Hauptstadt Nouakchott in ihre Gewalt gebracht. Zuerst informierte das französische Außenamt, dass eine Gruppe mauretanischer Generäle den Regierungschef, Yahya Ould Ahmed El Waghef, festgesetzt habe. Augenzeugen berichteten gegenüber ausländischen Pressevertretern von Truppenbewegungen in Nouakchott. Demnach stellten die Radio- und Fernsehsender ihre Sendungen ein. Die Militär-Junta wurde geführt von vier hochrangigen Offizieren, die kurz zuvor entlassen worden waren, weil sie sich gegen eine zunehmende Hinwendung zu islamistischen Kräften wendeten. Der selbsternannte „Staatsrat“ aus elf Angehörigen der Armee wurde vom ehemaligen Kommandeur der Präsidentengarde, General Mohamed Ould Abdel Aziz, angeführt. Zuvor hatten 69 der 95 Abgeordneten im Parlament den Rücktritt des Präsidenten Abdallahi gefordert.

#### Präsidentschaftswahlen seit 2009
Am 18. Juli 2009 fanden das erste Mal seit dem Staatsstreich wieder Präsidentschaftswahlen statt. Es gab neun Kandidaten, darunter auch der frühere Junta-Chef Aziz. Die Wahl wurde von 250 internationalen Beobachtern überwacht. Am 20. Juli verkündete das Innenministerium, Abdel Aziz habe 52,6 Prozent der Stimmen auf sich vereinigen können. Dieser wurde damit Wahlsieger. Die vier aussichtsreichsten Konkurrenten warfen Aziz Wahlbetrug vor.
Bei der zweiten Präsidentschaftswahl nach dem Staatsstreich, die im Juni 2014 stattfand, kam nach dem amtlichen Auszählungsergebnis Mohammed Ould Abdel Aziz auf mehr als 80 Prozent der abgegebenen Stimmen. Die Wahlbeteiligung lag diesmal bei mehr als 56 Prozent. Aziz hatte vier Gegenkandidaten, wobei die größeren Oppositionsparteien zum Boykott der Wahl aufgerufen hatten.
Mauretanien gilt seit 2011 bis heute relativ sicher, vor allem aufgrund der stabilen Sicherheitslage und der effektiven Maßnahmen gegen Terrorismus. In der Islamischen Republik gab es seitdem keinen einzigen Anschlag. Die Sicherheit wird maßgeblich durch die Méharistes, Dromedar-Reiterpatrouillen, gewährleistet, die an den Grenzen patrouillieren und eine wichtige Rolle im Schutz des Landes spielen. Diese Einheit unterstützt nicht nur die nationale Sicherheit, sondern interagiert auch mit der lokalen Bevölkerung (und versorgt diese beispielsweise mit Medizin), um Vertrauen aufzubauen und Informationen zu sammeln, was zur Stabilität in der Region beiträgt. Mauretanien genießt auch das Vertrauen des Westens, da es als verlässlicher Partner im Kampf gegen den Terrorismus gilt.

## Politik

### Politisches System
Gemäß der Verfassung von 2006 ist Mauretanien eine Islamische Präsidialrepublik. Das Staatsoberhaupt wird alle fünf Jahre direkt vom Volk für maximal zwei Amtszeiten gewählt. Es ernennt und entlässt die Regierung.
Bei den Präsidentschaftswahlen am 22. Juni 2019 wurde Mohamed Ould Ghazouani mit 52 % im ersten Wahlgang zum Nachfolger von Mohamed Ould Abdel Aziz gewählt, dessen zweite Amtszeit endete. Beide sind Mitglied der Union für die Republik (Union pour la république, UPR) und gelten als enge politische Vertraute. Wahlbeobachter stellten zwar Unregelmäßigkeiten fest, bewerteten die Wahl dennoch als friedlich und insgesamt zufriedenstellend. Zum ersten Mal in der Geschichte des Landes gelang ein gewaltloser Übergang. Seit der Wahl distanziert sich der neue Präsident immer weiter von seinem Vorgänger und isoliert ihn von politischem Einfluss. Gleichzeitig pflegt Ghazouani einen inklusiveren Politikstil, indem er sich häufiger mit Vertretern der Zivilgesellschaft und der Opposition abspricht. Im August 2019 ernannte er Ismaïl Ould Bedda Ould Cheikh Sidiya (UPR) zum Premierminister, dessen Regierung nach nur einem Jahr zurücktrat. Nachfolger wurde Mohamed Ould Bilal. Die Präsidentschaftswahl im Jahr 2024 ergab eine Bestätigung des Amtsinhabers Mohamed Ould Ghazouani mit 56,1 % der Stimmen.
Das Parlament besteht aus der Nationalversammlung, deren 157 Mitglieder alle fünf Jahre in einer Mischung aus Mehrheits- und Verhältniswahl gewählt werden. Vier Abgeordnete werden von Mauretaniern im Ausland gewählt. Männer und Frauen besitzen ab 18 Jahren das Wahlrecht. An der letzten Wahl im September 2018 nahmen fast 100 Parteien teil, einschließlich oppositioneller Parteien, die vorherige Wahlen boykottierten. Die regierende UPR erzielte eine Mehrheit von 89 Sitzen. Größte Oppositionspartei ist die islamistische Partei Tawassoul. Wahlbeobachter der Afrikanischen Union kritisierten zwar Ungereimtheiten, die aber die Gültigkeit der Wahl nicht in Frage stellten.
Bis 2017 existierte noch ein Zweikammerparlament. Der Senat wurde aber im Zuge eines Verfassungsreferendums abgeschafft. Dessen 56 Mitglieder (drei Vertreter der Auslandsmauretanier) wurden alle sechs Jahre indirekt gewählt.

### Politische Indizes
| Name des Index                     | Indexwert    | Weltweiter Rang | Interpretationshilfe | Jahr |
| ---------------------------------- | ------------ | --------------- | --- | ---- |
| Fragile States Index               | 87 von 120   | 34 von 179      | Stabilität des Landes: große Warnung 0 = sehr nachhaltig / 120 = sehr alarmierend Rang: 1 = fragilstes Land / 179 = stabilstes Land | 2024 |
| Demokratieindex                    | 3,96 von 10  | 108 von 167     | Autoritäres Regime 0 = autoritäres Regime / 10 = vollständige Demokratie                                                            | 2024 |
| Freedom in the World Index         | 39 von 100   | —               | Freiheitsstatus: teilweise frei 0 = unfrei / 100 = frei                                                                             | 2024 |
| Rangliste der Pressefreiheit       | 74,2 von 100 | 33 von 180      | Zufriedenstellende Lage für die Pressefreiheit 100 = gute Lage / 0 = sehr ernste Lage                                               | 2024 |
| Korruptionswahrnehmungsindex (CPI) | 30 von 100   | 130 von 181     | 0 = sehr korrupt / 100 = sehr sauber                                                                                                | 2024 |

### Menschenrechte
Der Islam ist Staatsreligion. Es gilt islamisches Recht (Schari’a). Ein Muslim, der zu einer anderen Religion übertritt, wird nach Artikel 306 des Strafrechts wegen Glaubensabfall (Ridda) mit der Todesstrafe bedroht, die bislang aber nicht verhängt wurde.
Die Menschenrechtsorganisation Amnesty International wies in ihrem Jahresbericht 2010 besonders auf unverhältnismäßige Gewalt und systematische Folter gegen Demonstranten, Häftlinge und die Zivilbevölkerung hin. Bei Amnesty International gingen auch 2009 Berichte über harte und willkürlich verhängte Strafmaßnahmen ein. Die Gefängnisse sind überfüllt.
Eine UN-Sonderberichterstatterin, die sich mit modernen Formen der Sklaverei einschließlich ihrer Ursachen und Folgen beschäftigt, besuchte Mauretanien im Oktober und November 2009. Sie lobte die Bemühungen der Regierung und der Zivilgesellschaft, die Sklaverei abzuschaffen. Gleichzeitig unterstrich sie aber, dass ein Ansatz zur Bekämpfung sämtlicher Formen der Diskriminierung und der Armut gefunden werden müsse, der auf mehr Ganzheitlichkeit, Zusammenarbeit und Nachhaltigkeit beruhe. Dieser Ansatz müsse zudem die gesamte Gesellschaft umfassen. Die Sklaverei ist seit 1980 offiziell abgeschafft, wird aber nach wie vor im ganzen Land praktiziert. Nach Schätzungen der Anti-Sklaverei-Organisation SOS Esclaves gab es 2010 in Mauretanien 600.000 Sklaven. Der Anteil von Sklaven an der Gesamtbevölkerung ist der höchste der Welt. Die Sklaverei in Mauretanien besteht trotz ihrer mehrmaligen offiziellen Abschaffung – zuletzt 2007 – weiter fort und betrifft die Nachfahren von vor Generationen versklavten und bis heute nicht freigelassenen Menschen, davon überwiegend Schwarze. Darunter sind auch viele Kinder. Der Anteil arbeitender Kinder unter den Zehn- bis Fünfzehnjährigen lag im Jahr 2019 bei geschätzten 20 %.
Ein UN-Sonderberichterstatter, der sich mit den modernen Formen des Rassismus beschäftigt, äußerte sich besorgt über die anhaltende Diskriminierung der schwarzen Bevölkerung Mauretaniens in Politik, Wirtschaft und Gesellschaft. Die Elite der weißen Mauren hatte lange die meiste politische Macht inne, während Hunderttausende schwarze Mauren bis heute in Sklaverei leben und die Soudans unterdrückt wurden. Konflikte zwischen weißen Mauren und Soudans gipfelten 1989, als nach Übergriffen zehntausende Soudans über die Grenze nach Senegal flohen. 2007 unterzeichnete die neue Regierung Mauretaniens ein Abkommen mit Senegal, um die Rückkehr dieser Flüchtlinge zu ermöglichen.
Mauretanien hat zwar im Jahr 2000 das Abkommen zur Beseitigung jeder Form von Diskriminierung der Frau (CEDAW) unterzeichnet, aber trotzdem kommt es immer wieder zu gezielten Übergriffen. So misshandelten am 19. April 2009 Sicherheitskräfte zahlreiche Frauen, unter ihnen ehemalige Ministerinnen, Abgeordnete und Menschenrechtsverteidigerinnen, mit Tritten und Schlägen. Dabei setzten sie Stöcke und Gürtel ein. Die Frauen hatten sich vor der Vertretung der Vereinten Nationen in Nouakchott zu einem Sitzstreik versammelt. Die ehemalige Bildungsministerin Nebghouha Mint Mohamed Vall und ihre Tochter wurden von der Polizei geschlagen. Eine weitere Frau, die ebenfalls geschlagen wurde, verlor das Bewusstsein und musste in ein Krankenhaus eingeliefert werden.
Die Situation von Homo- und Bisexuellen und Transgender ist bedrohlich. Homosexualität in Mauretanien ist gesellschaftlich tabuisiert und homosexuelle Handlungen werden mit Gefängnis bestraft. De jure droht zwar die Todesstrafe, de facto ist diese aber seit 1987 ausgesetzt.

### Militär

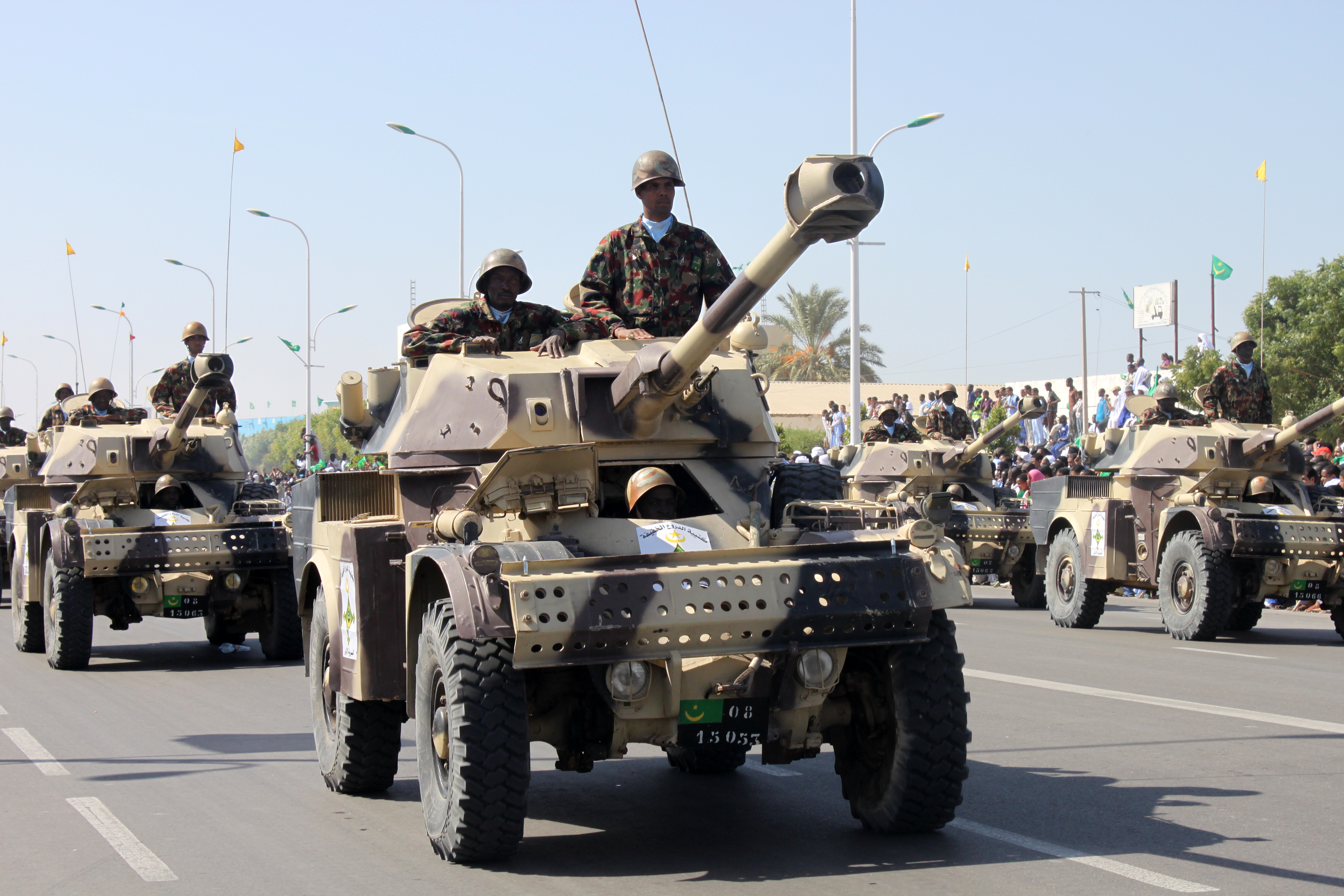
Mauretanischer AML-Schützenpanzer

Die Mauretanischen Streitkräfte umfassen 15.870 Soldaten. Das Militär ist gegliedert in die Teilstreitkräfte Heer, Luftwaffe und Marine. Der Verteidigungsetat betrug im Jahr 2020 geschätzte 200 Millionen US-Dollar, was 2,5 % des Bruttoinlandsprodukt entspricht.

### Außenpolitik
Mauretanien ist Mitglied der Vereinten Nationen, der Afrikanischen Union (AU), der Organisation der Islamischen Konferenz (OIC), der Union des Arabischen Maghreb (UAM) und der Arabischen Liga. Es war einer der wenigen Mitgliedsstaaten der Arabischen Liga, die diplomatische Beziehungen zum Staat Israel unterhielten. Israel hatte in der Hauptstadt Mauretaniens eine Botschaft, bis diese nach vorangegangenen Protesten gegen den Gazakrieg 2009 auf Druck der Arabischen Liga geschlossen und bisher nicht wieder eröffnet wurde.

### Verwaltungsgliederung
Mauretanien gliedert sich in 15 Regionen, drei davon bilden die Hauptstadt Nouakchott. Die folgende Liste gibt neben den Namen der Regionen die zugehörigen Hauptstädte in Klammern an.
1. Adrar (Atar)
2. Assaba (Kiffa)
3. Brakna (Aleg)
4. Dakhlet Nouadhibou (Nouadhibou)
5. Gorgol (Kaédi)
6. Guidimaka (Sélibaby)
7. Hodh Ech Chargui (Néma)
8. Hodh El Gharbi (Ayoûn el-Atroûs)
9. Inchiri (Akjoujt)
10. Nouakchott Nord
11. Nouakchott Ouest
12. Nouakchott Sud
13. Tagant (Tidjikja)
14. Tiris Zemmour (Zouérat)
15. Trarza (Rosso)

Die Regionen untergliedern sich weiter in Départements.

## Wirtschaft

### Wirtschaft

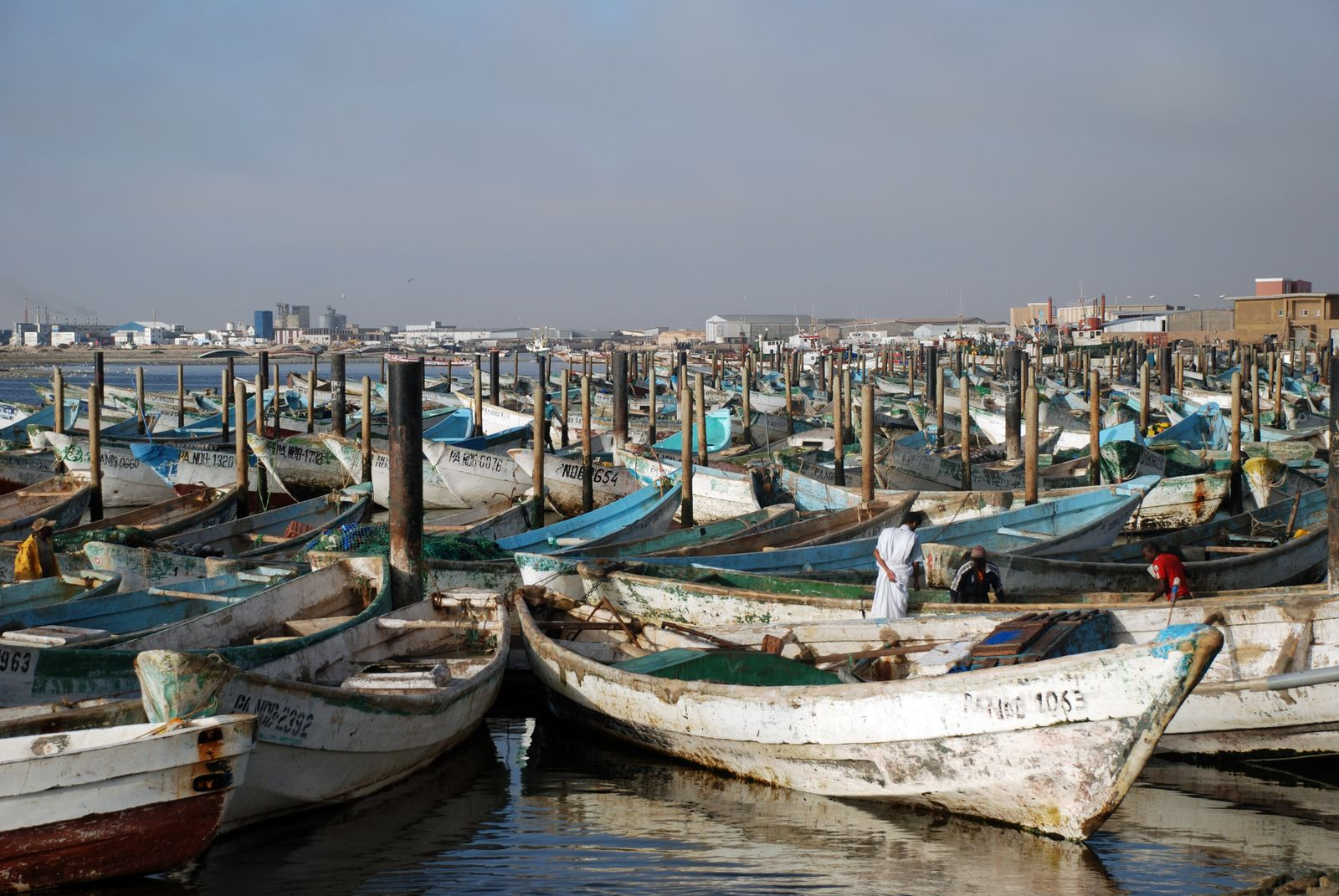
Alter Fischereihafen in Nouadhibou

Mauretanien ist eines der ärmsten Länder der Welt und leidet unter Landflucht, unzureichender Infrastruktur in den Städten, schlechten Verkehrsverhältnissen und einer unsicheren politischen Lage, die Investitionen aus dem Ausland entgegensteht. Die grundlegenden Wirtschaftszweige Mauretaniens sind die Landwirtschaft, der Fischereisektor und der Erzbergbau. An erster Stelle bei den Bodenschätzen steht der Abbau von Eisenerz im Raum F’dérik/Zouérat, in kleinerem Rahmen findet bei Akjoujt der Abbau von Kupfer und Gold statt. Seit 2006 wird vor der Küste im Atlantik Erdöl aus dem Chinguetti-Ölfeld gefördert. Mit herkömmlichen Methoden werden im Senegaltal vorwiegend für die Selbstversorgung Hirse, Hülsenfrüchte, Reis und Mais angebaut; die Anbaufläche beschränkt sich auf nur 0,2 % der Staatsfläche. Mit Hilfe neuer Staudammprojekte am Senegalfluss sollen neue Bewässerungsgebiete erschlossen werden. Viehwirtschaft mit Schafen, Ziegen, Rindern und Kamelen war bis 1960 der Hauptwirtschaftszweig und wird von Nomaden und im Süden von halbnomadischen Ackerbauern betrieben.
Die Küstengewässer Mauretaniens sind sehr fischreich, ihre Regenerationsfähigkeit ist jedoch durch übermäßige Fänge gefährdet. Ab 1975 begann der staatlich gelenkte Aufbau einer eigenen Fischereiwirtschaft, mit der ein Weg aus der wirtschaftlichen Krise durch Dürrejahre und Westsaharakonflikt gefunden werden sollte. Die Fischereizone wurde auf 200 Meilen ausgedehnt. Durch Joint Ventures mit ausländischen Fischereiunternehmen, die der mauretanische Staat ab 1979 einging, übertrafen die Erlöse aus der Fischereiwirtschaft in den 1980er und 1990er Jahren die Einnahmen aus dem Eisenerzexport. Eine eigene Flotte erwies sich dabei als weniger rentabel als die Konzessionsvergabe an europäische, russische und chinesische Fischereiunternehmen.
Die Landwirtschaft trug 2017 22,5 %, die Industrie 37,8 % und der Dienstleistungssektor 39,7 % zum Bruttoinlandsprodukt (BIP) bei, das in diesem Jahr um 3,8 % gewachsen war. Beschäftigt waren 2014 in der Landwirtschaft allerdings 50 % der Erwerbstätigen und nur 1,9 % in der Industrie. Importiert wurden 2017 Waren im Wert von 2.190 Mio. US-$, und zwar vor allem Erdölprodukte und industrielle Erzeugnisse, Exportprodukte waren Eisenerz, Fisch und Fischprodukte, Gold und Kupfer. 21 % der Importe bezog Mauretanien aus Belgien, 11,5 % aus der VAE, 9,2 % aus den USA und 7,5 % aus China. Die Exporte umfassten 1.606 Mio. US-$ und gingen zu 31,2 % nach China, 14,4 % in die Schweiz, 10,1 % nach Spanien und 8,2 % nach Deutschland.
Im Global Competitiveness Index, der die Wettbewerbsfähigkeit eines Landes misst, belegte Mauretanien Platz 137 von 138 Ländern (Stand 2016–17). Der Index für wirtschaftliche Freiheit 2024 des Landes war der 110 höchste von 176 Ländern.
| Jahr                                    | 2010  | 2015  | 2016  | 2017  | 2018  | 2019  | 2020   | 2021  | 2022  | 2023  |
| --------------------------------------- | ----- | ----- | ----- | ----- | ----- | ----- | ------ | ----- | ----- | ----- |
| BIP in Mrd. USD (Kaufkraftparität)      | 15,1  | 20,4  | 20,8  | 22,5  | 23,6  | 25,1  | 26,4   | 27,6  | 31,6  | 34,9  |
| BIP pro Kopf in USD (Kaufkraftparität)  | 4.589 | 5.500 | 5.493 | 5.807 | 5.932 | 6.176 | 6.367  | 6.518 | 7.295 | 7.875 |
| BIP-Wachstum (real)                     | 2,6 % | 5,4 % | 1,3 % | 6,3 % | 4,8 % | 3,1 % | −0,4 % | 0,7 % | 6,8 % | 6,5 % |
| Inflation (in Prozent)                  | 6,3 % | 0,5 % | 1,5 % | 2,3 % | 3,1 % | 2,3 % | 2,4 %  | 3,6 % | 9,6 % | 4,9 % |
| Staatsverschuldung (in Prozent des BIP) | 44 %  | 60 %  | 58 %  | 56 %  | 59 %  | 58 %  | 56 %   | 54 %  | 50 %  | 48 %  |

### Staatshaushalt
Der Staatshaushalt umfasste 2017 Ausgaben von umgerechnet 1.396 Mio. US-Dollar, dem standen Einnahmen von umgerechnet 1.354 Mio. US-Dollar gegenüber. Das entspricht einem Haushaltsdefizit von 0,8 % des BIP. Die Staatsverschuldung betrug 2016 99,6 % des BIP.

## Infrastruktur

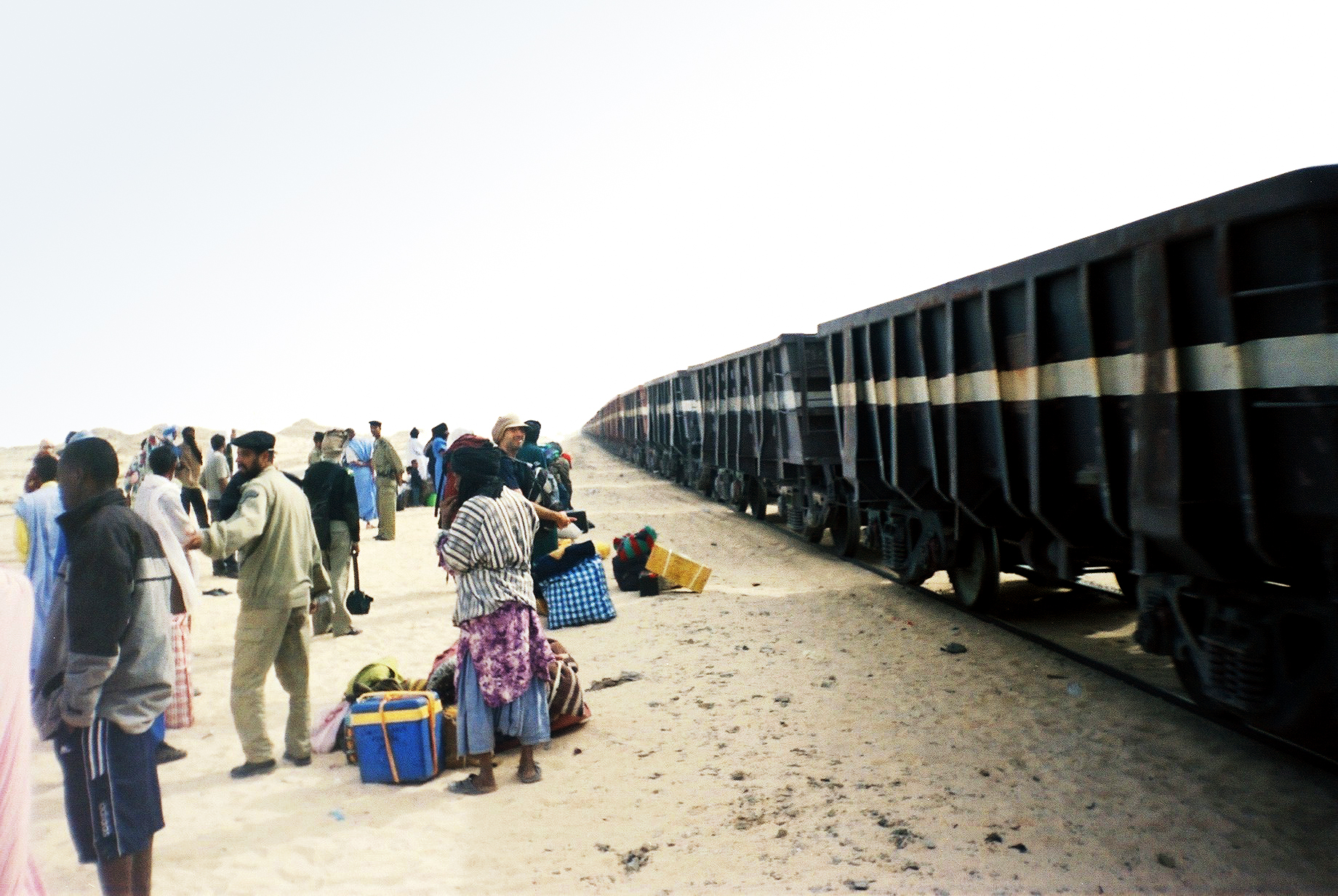
Bahnhof Nouadhibou. Eisenerzzug ins Landesinnere

Das gesamte Straßennetz umfasste 2018 etwa 12.253 Kilometer, von denen 3.988 Kilometer asphaltiert sind. Acht Fernstraßen sind als Nationalstraßen klassifiziert, darunter die N2, die Teil des Kairo-Dakar-Highways (TAH 1) ist.
Die Bahnstrecke Nouadhibou–M’Haoudat ist mit 728 Kilometer Länge die einzige Eisenbahnlinie des Landes und führt von den Eisenerzminen bei F’dérik und Zouérat im Norden des Landes quer durch die Sahara zur Hafenstadt Nouadhibou. Die hier verkehrenden Züge zählen zu den längsten und schwersten der Welt. Über 200 Waggons werden von bis zu vier Lokomotiven gezogen. Dabei haben sie bis zu 21.000 Tonnen Eisenerz geladen. Der größte Feind der Bahnstrecke ist der Sand. Alle hundert Kilometer ist ein Entsandungstrupp stationiert, dessen Aufgabe es ist, die vom Sand zugeschütteten Gleise wieder freizuschaufeln. Der Sand ist so aggressiv, dass die Gleise und auch die Verschleißteile des Zuges nur ein Sechstel der normalen Lebenszeit haben.
Neben den traditionellen Fischereihäfen der Küstenbewohner verfügt Mauretanien über einen schon zur Kolonialzeit genutzten Tiefwasserhafen in der Bucht Dakhlet Nouâdhibou im Norden der Küste. Seit 1986 verfügt auch die Hauptstadt Nouakchott mit dem Port de l’Amitié über einen in der hafenarmen Küste künstlich angelegten Tiefwasserhafen, der die Versorgung der zur Millionenstadt anwachsenden Bevölkerung wesentlich erleichtert.
In nahezu allen Verwaltungsregionen des Landes finden sich Flughäfen und Flugplätze. Der einzige regelmäßig aus dem Ausland angeflogene internationale Flughafen war bis 2016 der innenstadtnahe Flughafen Nouakchott, der dann durch den weiter außerhalb neu gebauten Flughafen Nouakchott-Oumtounsy ersetzt wurde. Der zweitwichtigste Flughafen des Landes mit internationalen und nationalen Verbindungen ist der Flughafen Nouadhibou. Der Flughafen Atar verfügt nur über unregelmäßige oder saisonale Verbindungen ins Ausland.

## Kultur
Die Kultur der Mauren ist von der ehemals dominierenden nomadischen Lebensweise geprägt. Die hoch entwickelte kunsthandwerkliche Tradition brachte Schmuckstücke und Haushaltsgegenstände (Holzschüssel gdah) hervor, die für das Leben im Zelt (chaima) und zum Transport mit Kamelen (Reitsattel rahla) bestimmt sind. Im Zelt wird das Gepäck auf einem Gestell (amchaqab) aufbewahrt. Das Armlehnkissen surmije wurde vom Zelt in die Aufenthaltsräume der Wohnhäuser übernommen. Zentren des Kunsthandwerks sind Boutilimit (Silber- und Lederwaren) und Mederdra (Holzschnitzereien und Schmiedekunst) in der Verwaltungsregion Trarza.

### Musik
Die anspruchsvolle Musik der Bidhan gehört historisch zur herrschenden Schicht der Hassani (Kriegerkaste) und ist von der arabischen Musik beeinflusst. Die komplexe Musiktheorie orientiert sich an den musikalischen Möglichkeiten der Binnenspießlaute tidinit, die nur von Männern gespielt wird. Frauen spielen als einziges Melodieinstrument die Bogenharfe ardin. Das übliche Rhythmusinstrument der Frauen ist die Kesseltrommel t'bol. Professionelle Musiker gehören traditionell zur Musikerkaste Iggāwen (Sing. iggīw), die nach ihrer gesellschaftlichen Funktion als Geschichtenerzähler zu den westafrikanischen Griot gezählt werden. In der heutigen städtischen Musikszene ist die tidinit weitgehend durch die lauter klingende E-Gitarre ersetzt.
Die arabisch-westafrikanisch beeinflusste Volksmusik der Haratin und Handwerker (maʿllemīn) unterscheidet sich von der Musik der Bidhan. Ihre Musikinstrumente zur privaten Unterhaltung sind die einsaitige Kalebassenspießlaute gambra (vgl. gimbri) und die einsaitige Streichlaute rbāb (vgl. ribāb). Hinzu kommen verschiedene Flöten und Perkussionsinstrumente, etwa die Kalebassenrassel daghumma. Die Musik der schwarzafrikanischen Soudans orientiert sich an den Musikstilen von Mali und Senegal.

### Mauretanische Küche
Durch das trocken-heiße Wüstenklima muss Gemüse meistens teuer nach Mauretanien importiert werden, deshalb steht es nur selten auf dem Speiseplan der mauretanischen Küche. Auch Fische und Meeresfrüchte kommen eher selten auf den Tisch, obwohl Mauretanien am Atlantik liegt. Beliebte Fleischsorten sind Rind, Lamm und Huhn, aber auch Tauben und Antilopen werden gerne gegessen.
In Mauretanien gilt Couscous als Nationalspeise. Weitere typische mauretanische Spezialitäten sind Maru we-llham (Reis mit Fleisch) und Al mechwi (Fleisch im erhitzten Sand gegart). Beliebte Getränke sind Tee, der meistens stark gesüßt ist, sowie Milch, Dickmilch und Zrig, ein gekühltes Getränk aus Joghurt oder Milch, Wasser und Zucker. Eine Kochkultur konnte sich in einem nomadischen Alltag, der von der Suche nach Weideland, Wasser und stets von Mangel geprägt war, nicht entwickeln. Die Ernährungsgrundlage in der Wüste sind Kamelmilch oder Kuhmilch und Datteln. Erst Anfang des 20. Jahrhunderts verbreitete sich die Teekultur aus Marokko über das gesamte Land und grüner Tee mit Pfefferminze wurde zum Nationalgetränk.

### Sport
Bis 2007 führte die Rallye Dakar und seit 2009 führt das Africa Eco Race durch Mauretanien.
Special Olympics Mauretanien wurde 1997 gegründet und nahm mehrmals an Special Olympics Weltspielen teil.